# Marcel Ravel
Pour les articles homonymes, voir Ravel.
Marcel Ravel, né Marcel Jeannoël-Ravel le 15 avril 1906 à Toulon et mort le 24 septembre 1989 à Saint-Georges-sur-Cher, est un pharmacien et une personnalité de la franc-maçonnerie française, grand-maître du Grand Orient de France à deux reprises.

## Biographie
Né en 1906 à Toulon d'un Antillais et d'une Indienne, frère du général Roger Ravel, Marcel Ravel obtient un doctorat en pharmacie à l'université de Toulouse,,. Durant la Seconde Guerre mondiale, il est adjudant des Forces françaises libres. Il s'établit par ailleurs comme fabricant de produits pharmaceutiques.
Le 27 mars 1933, il est initié à la loge « Akademos », à Paris appartenant au Grand Orient de France (GODF), dont il est plus tard le vénérable maître,. Après la libération, il devient conseiller de l'Ordre en 1950, et, selon Daniel Ligou, s'illustre comme un « orateur d'une qualité exceptionnelle » — tandis qu'André Combes loue son « allure distinguée ». Il est ainsi élu grand-maître du Grand Orient de France pour un premier mandat, de 1956 à 1958. Il est le premier dirigeant de couleur du GODF, il se distingue en donnant de nombreuses conférences notamment sur « l’évolution de la pensée scientifique »
De 1959 à 1962, il fait un deuxième mandat comme grand-maître. Combes juge que durant ses deux mandats, le GODF se retrouve « au cœur de la vie politique ». En 1958, il organise la consultation des loges à propos de la nouvelle constitution française. Dans le même temps, il doit gérer l'affaire Pierre Favreau. En 1962, il revendique publiquement l'étude par la franc-maçonnerie des « questions politiques, sociales, philosophiques » et demande notamment à nouveau une « nouvelle Constitution » qui favorise véritablement « une véritable démocratie ».
Dès 1961, il s'occupe de la valorisation du patrimoine immobilier de l’obédience et devient président de la société de gestion du patrimoine du GODF, la SAIGOF. Sous son mandat d'importants travaux sont réalisés notamment sur la façade de l'hôtel du Grand Orient. Il entame aussi des démarches pour obtenir la reconnaissance des préjudices subit durant la Seconde guerre mondiale auprès du gouvernement allemand. Il obtient un dédommagement de 27 millions de francs en faveur de l'Ordre.
Il meurt en 1989.